# Shanyang, Shanghai
Shanyang är en köping i Kina. Den ligger i Jinshan i storstadsområdet Shanghai, i den östra delen av landet, omkring 52 kilometer söder om den centrala stadskärnan. Antalet invånare är 84 640. Befolkningen består av 40 404 kvinnor och 44 236 män. Barn under 15 år utgör 11,0 %, vuxna 15-64 år 81 %, och äldre över 65 år 6,0 %.